# 타클로반
타클로반(영어: City of Tacloban, 와라이어: Siyudad han Tacloban, 타갈로그어: Lungsod ng Tacloban, 세부아노어: Dakbayan sa Tacloban)은 마닐라에서 남동쪽으로 약 580킬로미터 떨어진 항구 도시로 동비사야 지방에서 인구가 가장 많은 곳이며 레이테주의 주도이다. 1944년 10월 20일부터 1945년 2월 27일까지 일시적으로 필리핀 연방 정부의 소재지였다. 2013년 11월 8일 슈퍼태풍 하이옌으로 인해 도시가 초토화되었다.

## 역사
타클로반은 이 곳에 최초로 거주한 카바톡 부족의 땅이라는 뜻으로 칸카바톡이라 불렸다. 그들은 현재 산토 니뇨 교회(Sto. Niño Church) 근처에 정착했다. 그 후에 구모다(Gumoda), 하라징(Haraging), 그리고 후라우(Huraw) 부족이 근처에 그들의 정착지를 세웠는데, 후라우 족의 정착지는 지금의 시청 위치이다. 이들이 들어온 후에도 여전히 이곳은 칸카바톡이었다.
16세기 말, 칸카바톡은 스페인 지배하의 팔로 지역 정부에 속해있었고, 사마르주 바세이군의 일부였다. 1770년 아우구스티노회가 자리를 잡았지만, 그 후 1813년 프란치스코회가 그 자리를 대신한다. 이 사이 이름이 타클로반으로 바뀌었다.
타클로반은 어부들이 새우나 물고기를 잡는 데 사용하는 대나무 낚시 장비 타클러브(Taklub)에서 유래하였으며, 이 어구를 사용하는 장소를 뜻하는 타라클루반(Tarakluban)이 타클로반으로 바뀐 것이다.
이 지역은 태풍의 주요 경로에 걸쳐 있어 옛 문서들이 소실되었기에 언제 읍이 되었는지 분명하지 않다. 일반적으로는 1770년 공식적으로 읍이 되었다고 한다. 1768년에는 레이테주와 사마르주가 정치/군사적으로 분리되면서, 두 섬이 좁은 해협에서 접하는 교역지점인 타클로반이 전략적으로 중시되었다. 레이테주의 주도가 이 곳으로 옮긴 것은 1830년 2월 26일의 일이다.
타클로반이 이상적인 항구로서, 충분한 시설을 갖추고 있었기 때문이다. 타클로반이 시로 승격한 것은 1952년 6월 12일이다.

## 인구
| 연도                                    | 인구    | ±% p.a. |
| --------------------------------------- | ------- | ------- |
| 1903                                    | 11,948  | —       |
| 1918                                    | 15,787  | +1.87%  |
| 1939                                    | 31,233  | +3.30%  |
| 1948                                    | 45,421  | +4.25%  |
| 1960                                    | 53,551  | +1.38%  |
| 1970                                    | 76,531  | +3.63%  |
| 1975                                    | 80,707  | +1.07%  |
| 1980                                    | 102,523 | +4.90%  |
| 1990                                    | 136,891 | +2.93%  |
| 1995                                    | 167,310 | +3.83%  |
| 2000                                    | 178,639 | +1.41%  |
| 2007                                    | 218,144 | +2.79%  |
| 2010                                    | 221,174 | +0.50%  |
| 2015                                    | 242,089 | +1.74%  |
| 2020                                    | 251,881 | +0.78%  |
| Source: Philippine Statistics Authority |         |         |

## 기후
| 타클로반의 기후                                                              | 타클로반의 기후 | 타클로반의 기후 | 타클로반의 기후 | 타클로반의 기후 | 타클로반의 기후 | 타클로반의 기후 | 타클로반의 기후 | 타클로반의 기후 | 타클로반의 기후 | 타클로반의 기후 | 타클로반의 기후 | 타클로반의 기후 | 타클로반의 기후  |
| 월                                                                           | 1월             | 2월             | 3월             | 4월             | 5월             | 6월             | 7월             | 8월             | 9월             | 10월            | 11월            | 12월            | 연간             |
| ---------------------------------------------------------------------------- | --------------- | --------------- | --------------- | --------------- | --------------- | --------------- | --------------- | --------------- | --------------- | --------------- | --------------- | --------------- | ---------------- |
| 역대 최고 기온 °C (°F)                                                       | 34.7 (94.5)     | 34.8 (94.6)     | 35.9 (96.6)     | 38.0 (100.4)    | 37.9 (100.2)    | 36.6 (97.9)     | 37.8 (100.0)    | 38.0 (100.4)    | 37.2 (99.0)     | 36.0 (96.8)     | 35.2 (95.4)     | 35.0 (95.0)     | 38.0 (100.4)     |
| 일평균 최고 기온 °C (°F)                                                     | 29.5 (85.1)     | 30.2 (86.4)     | 31.0 (87.8)     | 32.0 (89.6)     | 32.5 (90.5)     | 32.1 (89.8)     | 31.9 (89.4)     | 32.3 (90.1)     | 32.1 (89.8)     | 31.7 (89.1)     | 31.0 (87.8)     | 31.1 (88.0)     | 31.4 (88.5)      |
| 일일 평균 기온 °C (°F)                                                       | 26.7 (80.1)     | 26.9 (80.4)     | 27.6 (81.7)     | 28.5 (83.3)     | 29.0 (84.2)     | 28.7 (83.7)     | 28.5 (83.3)     | 28.8 (83.8)     | 28.6 (83.5)     | 28.4 (83.1)     | 27.9 (82.2)     | 27.3 (81.1)     | 28.1 (82.6)      |
| 일평균 최저 기온 °C (°F)                                                     | 23.8 (74.8)     | 23.7 (74.7)     | 24.1 (75.4)     | 25.0 (77.0)     | 25.6 (78.1)     | 25.4 (77.7)     | 25.1 (77.2)     | 25.3 (77.5)     | 25.1 (77.2)     | 25.1 (77.2)     | 24.8 (76.6)     | 24.4 (75.9)     | 24.8 (76.6)      |
| 역대 최저 기온 °C (°F)                                                       | 18.8 (65.8)     | 17.6 (63.7)     | 18.0 (64.4)     | 20.2 (68.4)     | 20.5 (68.9)     | 20.9 (69.6)     | 21.0 (69.8)     | 20.6 (69.1)     | 21.0 (69.8)     | 19.8 (67.6)     | 19.4 (66.9)     | 17.5 (63.5)     | 17.5 (63.5)      |
| 평균 강우량 mm (인치)                                                        | 367.1 (14.45)   | 278.4 (10.96)   | 233.3 (9.19)    | 124.0 (4.88)    | 143.4 (5.65)    | 210.8 (8.30)    | 188.4 (7.42)    | 156.1 (6.15)    | 186.1 (7.33)    | 214.6 (8.45)    | 288.0 (11.34)   | 450.4 (17.73)   | 2,840.6 (111.83) |
| 평균 강우일수 (≥ 1.0 mm)                                                     | 18              | 15              | 14              | 12              | 11              | 15              | 15              | 12              | 13              | 16              | 19              | 22              | 182              |
| 평균 상대 습도 (%)                                                           | 86              | 84              | 83              | 82              | 83              | 84              | 84              | 83              | 84              | 85              | 87              | 88              | 84               |
| 출처: 필리핀 대기지구물리천문청 (평년값: 1991년~2020년, 극값: 1903년~2023년) |                 |                 |                 |                 |                 |                 |                 |                 |                 |                 |                 |                 |                  |